# Región de Nawa
Nawa es una de las treinta y una regiones de Costa de Marfil. En mayo de 2014 tenía una población censada de 1 053 084 habitantes. Está formada por los siguientes departamentos, que se muestran igualmente con población de mayo de 2014:
- Buyo 183,875
- Guéyo 83,680
- Méagui 320,975
- Soubré 464,554[1]